# دش‌دهات
دش‌دهات (ترکی آذربایجانی: Deşdahat) یک منطقهٔ مسکونی در جمهوری آرتساخ است که در استان کاشاتاق واقع شده‌است.